# Katsumata Seiichi

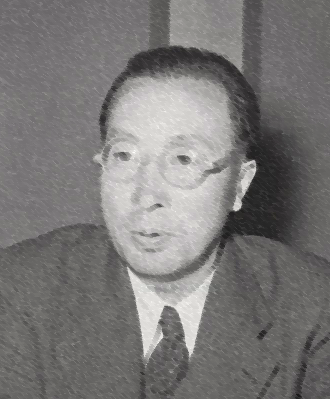
Katsumata Seiichi, 1953

Katsumata Seiichi (japanisch 勝間田 清一; geboren 11. Februar 1908 in Gotemba, Präfektur Shizuoka; gestorben 14. Dezember 1989) war ein japanischer sozialistischer Politiker. Er war von 1947 bis 1986 mit Unterbrechung Mitglied und zuletzt Vizepräsident des Repräsentantenhauses, dem Unterhaus des Nationaltags, und von 1967 bis 1968 Vorsitzender der Sozialistischen Partei Japans.

## Leben und Wirken
Katsumata Seiichi machte 1931 seinen Studienabschluss an der Landwirtschaftlichen Fakultät der Universität Kyōto. Nach seiner Tätigkeit bei der „Kyōchō-kai“, dem Naikaku chōsa-kyoku (内閣調査局 englisch Cabinet Investigation Bureau) und dessen Nachfolger, der „Planungsabteilung“ (企画院 Kikakuin) des Kabinetts. Als er im April 1941 als Leiter der Kyūshū-Gruppe des Organisationsbüros der Taisei Yokusankai tätig war, wurde er in den „Planungsabteilung-Skandal“ verwickelt.
Nach dem Zweiten Weltkrieg kandidierte Katsumata bei der Repräsentantenhauswahl 1947 als einer von zwei Kandidaten der Sozialistischen Partei Japans im 2. Wahlkreis Shizuoka, ein SNTV-Fünfmandatswahlkreis, und wurde gewählt. Bis einschließlich der Repräsentantenhauswahlen 1983 wurde er insgesamt 14 Mal gewählt, nur 1976 wurde er abgewählt. Während des Kabinetts Katayama war er Sekretär von Wada Hiroo (和田 博雄; 1903–1967, damals Ryokufūkai, später zur SPJ), dem Minister an der Spitze des Hauptquartiers für wirtschaftliche Stabilität (Keizei antei honbu). Von 1967 bis 1968 war er mit Hilfe der „Nachkriegsgeneration-Faktion“ der Partei Parteivorsitzender.
Katsumata spielte nicht nur eine aktive Rolle als politischer Versierter, indem er seine bürokratische Erfahrung nutzte, sondern wirkte auch ausgleichend in der Morito-Inamura-Kontroverse (森戸・稲村論争 Morito-Inamura-ronsō) von 1950 über die revolutionäre Vorgehensweise. Als Generalsekretär des Theorieausschusses war er vermittelnd tätig bei den Auseinandersetzungen über die Strukturreform der Partei. Im Dezember 1983 wurde er Vizepräsident (fuku-gichō) des Repräsentantenhauses. 1986 zog er sich aus der Politik zurück.